# August Göbelhoff

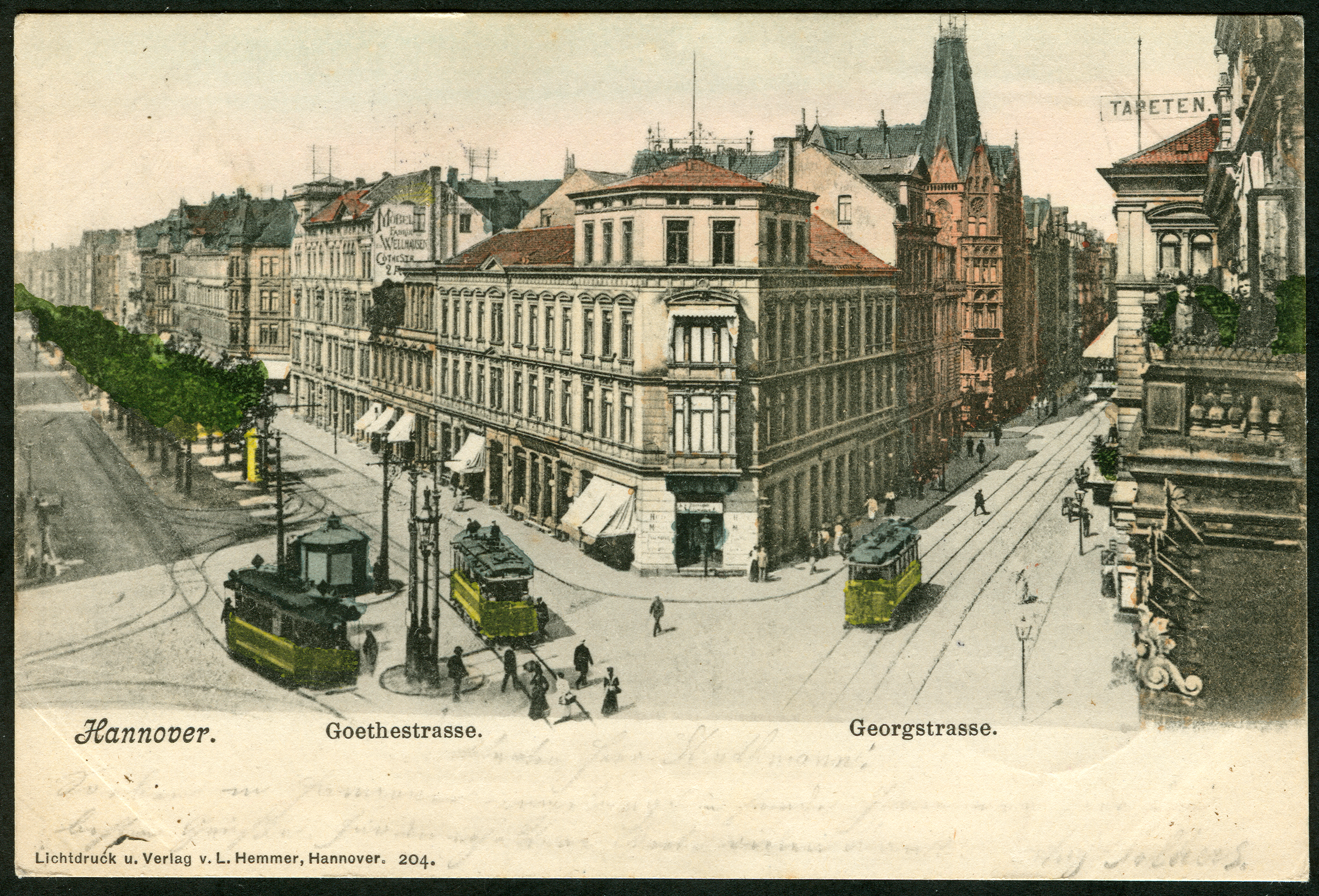
50 Meter lange Schaufensterfronten an der Goethestraße und der Georgstraße kennzeichneten Hut Göbelhoff (Bildmitte) am späteren Platz Am Steintor; nur wenig entfernt vom Ladengeschäft des wegen Brandstiftung der Neuen Synagoge später verurteilten Inhabers wurden vor dem ehemaligen Haus Lange Laube 1 (Haus Schütze im Hintergrund, rot mit Turm) fünf Stolpersteine für die Familie Maissner verlegt;
kolorierte Ansichtskarte Nummer 204 von Ludwig Hemmer, um 1900

August Göbelhoff, in Hannover auch mit dem Markennamen Hut Göbelhoff bezeichnet, war im 20. Jahrhundert ein über Niedersachsen hinaus bekannter Herrenausstatter. Der gleichnamige Firmengründer wurde als einer der Hauptbeteiligten der Brandstiftung der Neuen Synagoge verurteilt.

## Geschichte

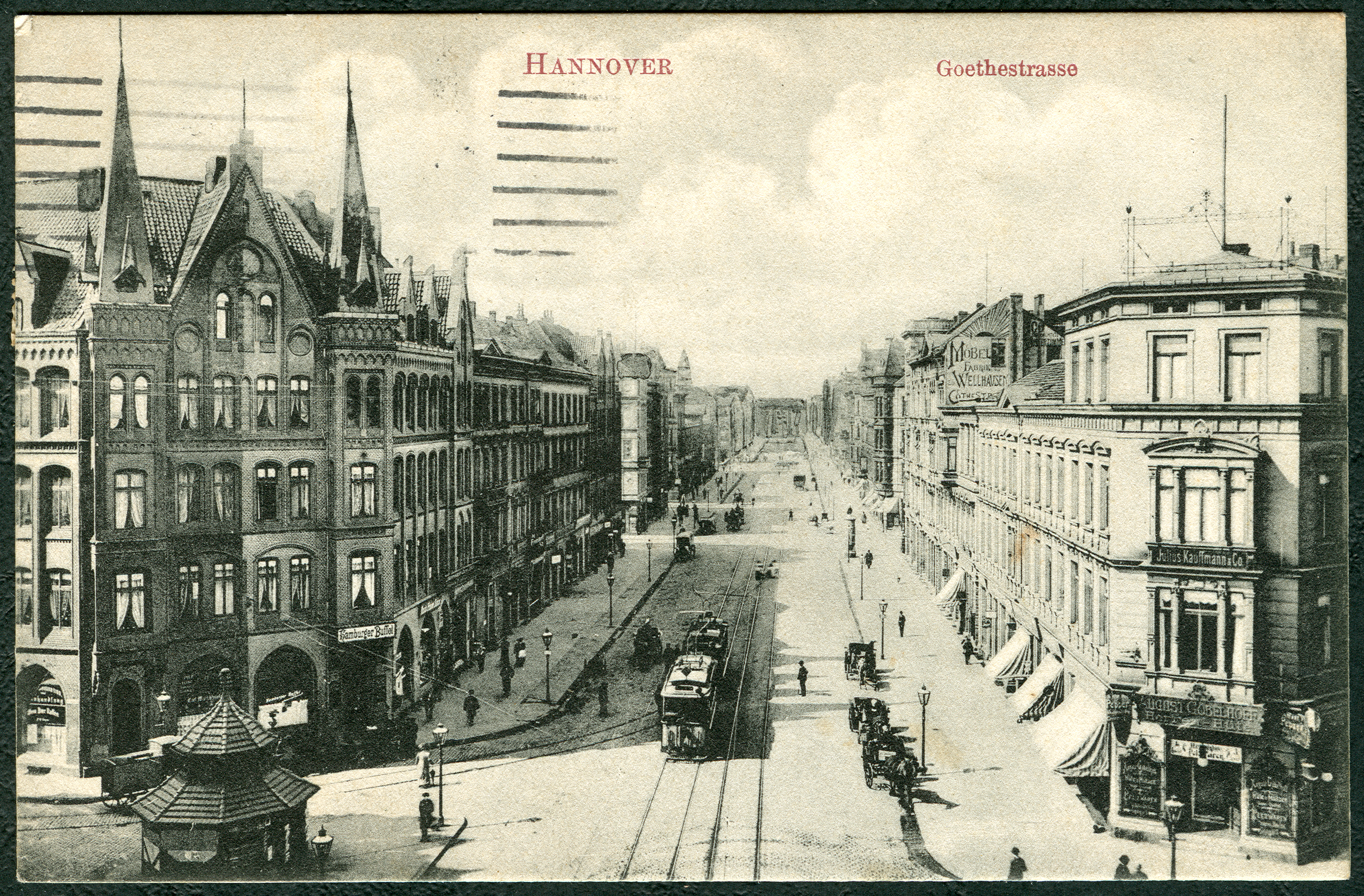
„August Göbelhoff / Herren-Hüte“ (im Vordergrund unten rechts im Bild), darüber die Firma Julius Kauffmann & Co.;
Ansichtskarte Nummer 681 von F. Astholz jun., um 1900

August Göbelhoff gründete im Jahr 1900 sein gleichnamiges Herrenhut-, Mützen- und Pelzgeschäft an der Georgstraße Ecke Goethestraße, wo er seine Waren hinter einer 50 Meter langen Schaufensterfront präsentieren konnte.

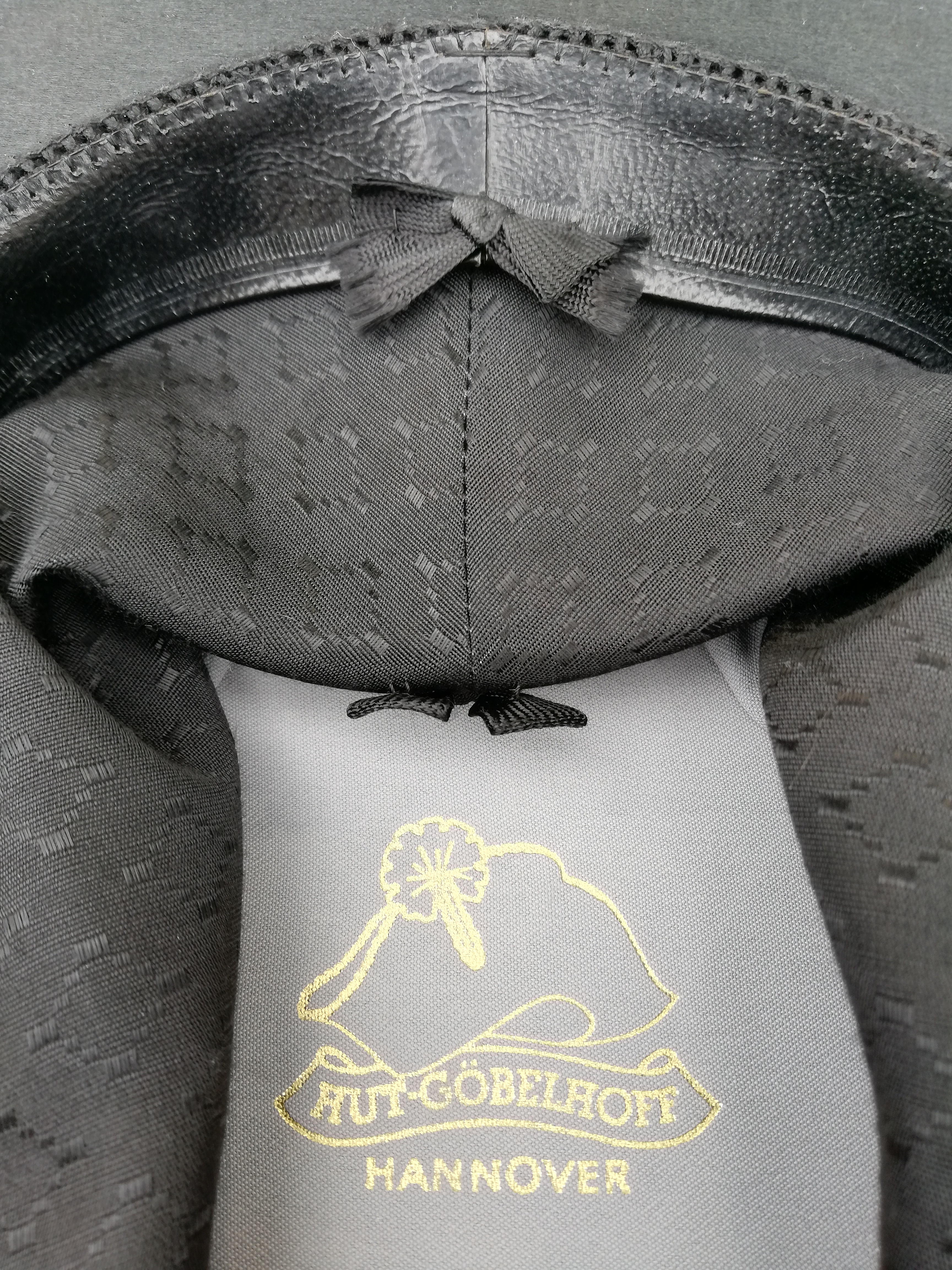
Innenleben eines Chapeau Claque mit dem Logo von Hut-Göbelhoff

Am 8. Mai 1905 heiratete der Hutgeschäftsbesitzer, mit vollständigem Namen August Friedrich Göbelhoff, die Frieda (Frieda Betty Maria Schulz; geboren 8. September 1881 in Küsten; gestorben 9. Mai 1915 in Hannover), Tochter und eines von neun Kindern des Küstener Land- und Gastwirtes Friedrich Wilhelm Schulz (1843–1904; Besitzer des Vollhofes Nummer 2 in Küsten und des Halbhofes Nummer 13 in Plate bei Lüchow) und der Anna Dorothea Elisabeth Schulz, genannt Doris, geborene Schulze (1841–1918). Eigentümer des Gebäudes unter der – damaligen – Adresse Georgstraße 3 war der Grossist Julius Kauffmann, während laut dem Adressbuch der Stadt Hannover von 1901 im zweiten Stockwerk über dem Ladengeschäft von Göbelhoff das Unternehmen Julius Kaufmann & Co. vormals Simon, May & Co., Grossisten firmierte. Julius Kauffmann wiederum war Gemeindevorsteher der Jüdischen Gemeinde Hannovers.
Zur Zeit des Nationalsozialismus war August Göbelhoff nicht nur an der Judenverfolgung beteiligt, sondern steckte am 9. November 1938 während der sogenannten „Novemberpogrome“ gemeinsam mit dem hannoverschen Kaufmann Richard Sander die Synagoge an der Bergstraße in Brand. „Zu den namentlich bekannten Tätern gehörten [... neben dem] Juwelier Sander [... und dem] Kaufmann Göbelhoff [...] andere hannoversche Geschäftsleute, die der SS angehörten.“
Ebenfalls 1938 eröffnete August Göbelhoffs Sohn ein zweites Ladengeschäft in der hannoverschen Georgstraße.
Während der Luftangriffe auf Hannover im Zweiten Weltkrieg wurden beide Göbelhoff-Geschäfte zerstört.
Im Oktober 1948 wurde August Göbelhoff wegen der Judenverfolgung und der Brandstiftung an der hannoverschen Synagoge zwar zu einer Gefängnisstrafe verurteilt, doch fiel das Urteil überraschend milde aus, obwohl die Staatsanwaltschaft Göbelhoff als einen der Hauptbeteiligten an der Brandstiftung sah, der „sogar selbst Hand angelegt [habe] bei der Zerstörung der Synagoge“.
In der Nachkriegszeit baute die Familie Göbelhoff das Unternehmen in der Georgstraße in Hannover wieder auf. Als Spezialgeschäft unter dem Markennamen „Hut Göbelhoff“ entwickelte sich die Firma zu einem über das Land Niedersachsen hinaus bekannten Herrenausstatter, der – neben dem immer seltener nachgefragten Herrenhut – vor allem Wäsche, Hemden, Krawatten und Strickwaren im Angebot hatte.
Im Jubiläumsjahr 1975 betrieb die Firma drei Spezialgeschäfte in der niedersächsischen Landeshauptstadt, in den Sommermonaten auch zusätzlich eine Verkaufsstelle auf der Nordsee-Insel Borkum. Vom 12. Oktober 1976 datiert ein Ulstein Bild als Foto des zwischen Foto Quelle und Karstadt erbauten Technischen Kaufhauses (TEKA) in der Georgstraße mit einem Ladengeschäft von Hut Göbelhoff.
Die Firma August Göbelhoff, die zuletzt als GmbH geführt worden war, sah sich 1992 „infolge hoher Forderungen des Vermieters“ zur Geschäftsaufgabe gezwungen.